# Way Sido
Way Sido is een bestuurslaag in het regentschap Tulang Bawang Barat van de provincie Lampung, Indonesië. Way Sido telt 2942 inwoners (volkstelling 2010).